# Christfried Löber
Christfried Löber oder Christfried Loeber (eigentlich Christian Friedrich Löber) (* 1670; † 1743 in Neustadt an der Orla) war ein sächsisch-eisenacher Hofmaler.
Auch sein Sohn Johann Friedrich Löber war in Weimar Hofmaler. Ebenso wie dieser wurde der Vater förmlich als Berühmtheit gepriesen. Sein Sohn war Hofmaler mehrerer ernestinischer Häuser. Bekannt von ihm ist u. a. Das Altarbild „Die Beweinung Christi“ in der Hospitalkirche St. Laurentius in Neustadt/Orla.
Obwohl eigentlich Hofmaler, ist Löber eher in der Ausmalung von Kirchen nachzuweisen als am Hofe.
Löbers Ehefrau war Taufpatin des Bürgeler Malers Adam Friedrich Grote (1723–1807).

## Werke
- 1716: Ölgemälde „Abendmahl“ am Sockel des Altars in der Stadtkirche von Neustadt an der Orla.[6] Das war sogar seine eigene Stiftung.[7]
- 1721: Altargemälde „Beweinung Christi“ in der Hospitalkirche Neustadt/Orla.[6]

Zugeschrieben werden ihm außerdem das Altargemälde „Grablegung Christi“ in Oppurg und die Darstellung des gleichen Themas am Altar der Kirche zu Daumitsch. In den Kirchen von Oppurg und Daumitsch hätte der Zuschreibung zufolge Löber Rubens und Caravaggio nachgeahmt.